# Fusiconia androgyna
Fusiconia androgyna là một loài rêu trong họ Aulacomniaceae. Loài này được Hedw. P. Beauv. ex Brid. mô tả khoa học đầu tiên năm 1827.